# Blanco Encalada (1893)
Blanco Encalada byl chráněný křižník postavený v britských loděnicích pro chilské námořnictvo. Křižník byl ve službě v letech 1894–1945. V prvoliniové službě přitom byl do roku 1920. Blanco Encalada patřil do úspěšné rodiny křižníků typu Elswick. Představoval konstrukční základ pro chilský křižník Esmeralda, argentinský křižník Buenos Aires a dva čínské křižníky třídy Chaj čchi.

## Stavba

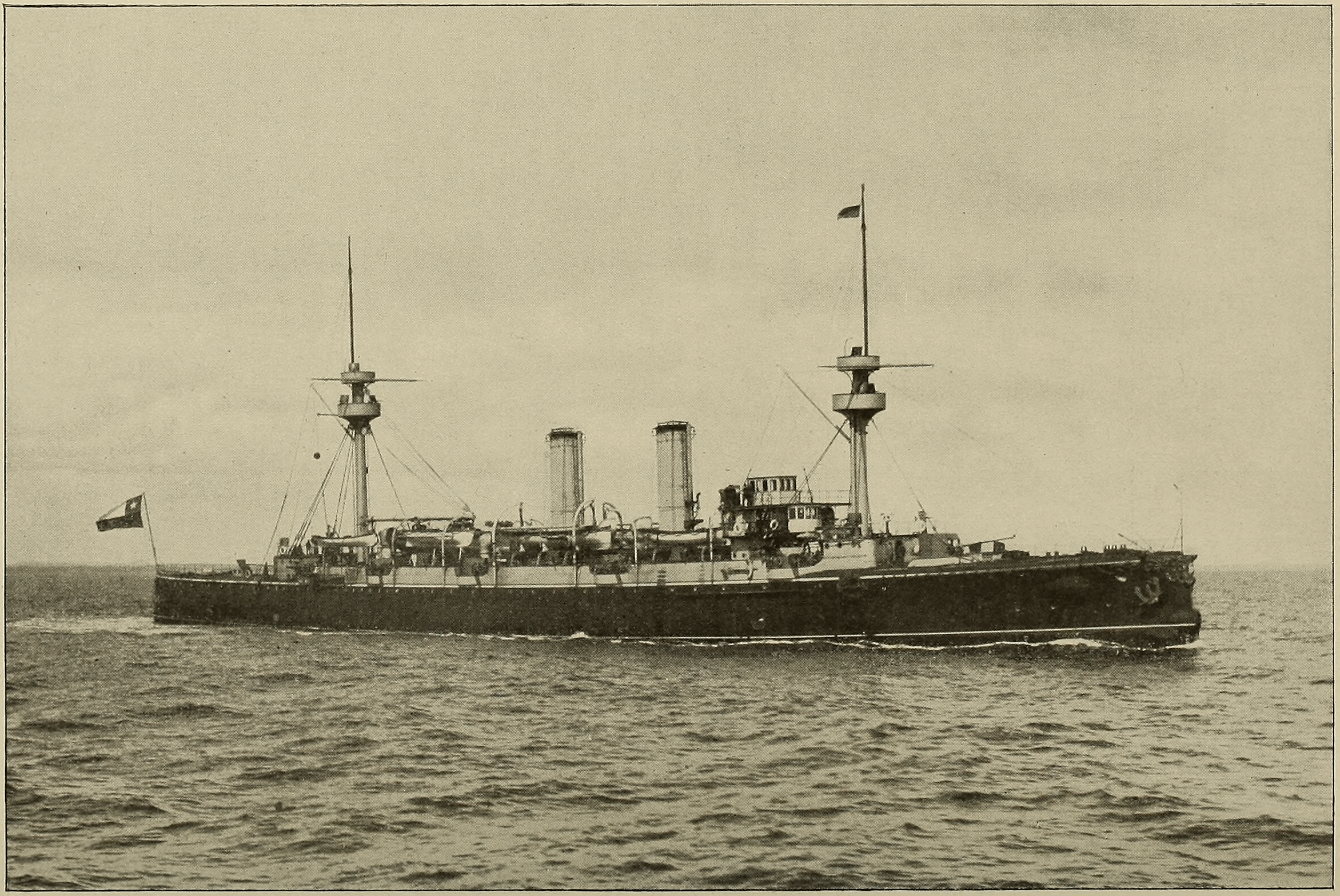
Blanco Encalada

Křižník navrhl britský konstruktér Philip Watts. Stavbu zajistila loděnice Armstrong Whitworth v Elswicku. Stavba byla zahájena v srpnu 1892, dne 9. září 1893 byl spuštěn na vodu a v dubnu 1894 byl přijat do služby.

## Konstrukce

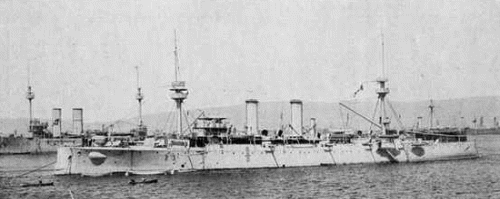
Blanco Encalada

Trup křižníku byl opatřen klounem. Hlavní výzbroj tvořily dva 203mm kanóny v jednodělových věžích na přídi a na zádi. Sekundární výzbroj představovalo deset 152mm kanónů, dvanáct 76mm kanónů, dvanáct 37mm kanónů a pět 450mm torpédometů. Jeden pevný torpédomet byl v přídi a ostatní na bocích trupu. Pro pancéřování byla využita harveyovaná ocel. Pohonný systém tvořilo osm cylindrických kotlů a dva parní stroje s trojnásobnou expanzí o výkonu 14 600 hp, pohánějící dva lodní šrouby. Nejvyšší rychlost dosahovala 22,8 uzlu. Dosah byl 3350 námořních mil při rychlosti 9 uzlů.

### Modifikace
Roku 1920 křižník prošel v loděnici Talcahuano generálkou a úpravou na cvičnou loď. Roku 1940 byl přeřazen do rezervy a využíván jako hulk. Roku 1945 byl vyškrtnut a následně byl sešrotován.